# Col de Vars
Le col de Vars est un col des Alpes du Sud. Situé à la limite entre les Hautes-Alpes et les Alpes-de-Haute-Provence, il fait communiquer la vallée de l'Ubaye avec l'Embrunais, entre les massifs du Parpaillon et d'Escreins. Il atteint 2 108 mètres d'altitude et a été ouvert en 1890.
Un refuge Napoléon a été construit en 1855 à deux kilomètres au nord du col.
Il s'agit du plus haut col routier français ouvert tout l'hiver (sauf conditions climatiques exceptionnellement défavorables).

## Histoire
La route qui franchit le col a été construite par l’armée, sur l'initiative du général Berge, commandant le 14e corps de Lyon, en 1893. Elle est doublée par le tunnel du Parpaillon, plus à l'ouest, également pour raisons stratégiques, afin de diminuer sa vulnérabilité.

## Cyclisme
Le col de Vars a été franchi au total à 36 reprises par le Tour de France, dont 23 depuis 1947. Il a été classé alternativement en 1re et 2e catégorie, et même hors catégorie en 2024. Voici les coureurs qui ont franchi les premiers le col :
- 1922 : Philippe Thys  Belgique
- 1923 : Francis et Henri Pélissier  France
- 1924 : Nicolas Frantz  Luxembourg
- 1925 : Bartolomeo Aimo  Italie
- 1926 : Bartolomeo Aimo  Italie
- 1927 : Nicolas Frantz  Luxembourg
- 1933 : Vicente Trueba  Espagne
- 1934 : René Vietto  France
- 1935 : Félicien Vervaecke  Belgique
- 1936 : Julián Berrendero  Espagne
- 1937 : Édouard Vissers  Belgique
- 1938 : Gino Bartali  Italie
- 1939 : Édouard Vissers  Belgique
- 1947 : Jean Robic  France
- 1948 : Jean Robic  France
- 1949 : Ferdi Kübler  Suisse
- 1950 : Louison Bobet  France
- 1951 : Fausto Coppi  Italie
- 1953 : Adolphe Deledda  France
- 1955 : Charly Gaul  Luxembourg
- 1958 : Nino Catalano  Italie
- 1960 : Imerio Massignan  Italie
- 1962 : Eddy Pauwels  Belgique
- 1964 : Julio Jiménez  Espagne
- 1965 : Cees Haast  Pays-Bas
- 1967 : Georges Chappe  France
- 1969 : Gabriel Mascaro  France
- 1972 : Raymond Delisle  France
- 1975 : Joop Zoetemelk  Pays-Bas
- 1986 : Eduardo Chozas  Espagne
- 1989 : Bruno Cornillet  France
- 1993 : Davide Cassani  Italie
- 2000 : Jens Heppner  Allemagne
- 2017 : Alexey Lutsenko  Kazakhstan
- 2019 : Tim Wellens  Belgique
- 2024 : Richard Carapaz  Équateur

## Cinéma
La scène finale du film Les Fugitifs avec Gérard Depardieu et Pierre Richard se déroule sur le col, avec en toile de fond le Brec de Chambeyron.